# José Barrias
José Barrias (Lisbona, 14 giugno 1944 – Milano, 6 giugno 2020) è stato un artista portoghese.

## Biografia
“Infine, per semplificare e a conclusione di questa intervista sulla portogallianità del mio lavoro,
ti aggiungo che il mio nome è nessuno, che sono straniero ovunque,
passeggero di passaggi con sette vite come i gatti...”
José Barrias
José Barrias, figlio del pittore Miguel Barrias, è nato a Lisbona nel 1944. Tra il 1950 e il 1967 vive a Porto, passando per il corso di pittura della Escola Superior de Beas Artes di Porto.
Trasferitosi a Parigi, con richiesta di asilo politico nel 1967, ottiene successivamente una borsa di studio della Fondazione Calouste Gulbenkian, e dal 1968 - salvo un periodo di rientro a Lisbona dopo la caduta della dittatura salazarista, tra il 1979 e l'inizio del 1980 - si trasferisce definitivamente a Milano dove vivrà fino al 6 giugno 2020, giorno della sua morte.
L’opera di Barrias è dichiaratamente letteraria, a volte scritta su pareti, più spesso pensata per simboli. Egli costruisce "narrazioni visive attraverso il disegno, la pittura, la fotografia e l'installazione. La memoria intima si articola con la memoria dei luoghi e della storia nelle sue opere. Il tempo come passaggio è evocato dall'accumulo di tracce e di riferimenti dove la composizione visiva risulta dalla convergenza di immagini e storie. Il romanzo filosofico acquista così la dimensione di un romanzo visivo. O di «quasi un romanzo...», come direbbe Barrias, che assume l'incompiuto come condizione dell'opera aperta che le loro narrazioni costituiscono".
Lavora a cicli aperti, utilizzando il disegno, la fotografia, la pittura o la scultura, secondo una logica di installazioni, riferendosi a temi letterari, alla memoria culturale personale e collettiva, dove la scrittura assume un valore visivo.
Ha partecipato alla Biennale di Parigi nel 1980 ed è stato il rappresentante del Portogallo alla Biennale di Venezia nel 1984.
Ha esposto regolarmente in Portogallo, in particolare: EMI Valentim de Carvalho Gallery, Lisbona (1990); Casa Fernando Pessoa, Lisbona (1992); mostra antologica al Modern Art Center, Fondazione Calouste Gulbenkian, Lisbona (1996); Galleria Porta 33, Funchal, Madera (1997); Museo Serralves, Porto (2011); Nuova Galleria Morone, Milano (2017).

### Attività artistica
Dal 1971 il lavoro di José Barrias inizia a configurarsi come una sorta di viaggio "cinematografico" fatto di "corti e mediometraggi" collegati tra loro come episodi focalizzati sull'orizzonte di un "lungometraggio" in continuo movimento, come suggerisce il titolo della sua ultima retrospettiva al Museo Serralves di Porto nel 2011.
Questi cortometraggi e mediometraggi, aperti (quasi tutti), mutevoli, ricchi di incroci e reciproche influenze, sono stati suddivisi dal 1972 in veri e propri cicli/nuclei tematici:
- Obstbuch/il libro dei frutti, 1971-1973
- Quase romance, 1973-1987
- Os Embaixadores, 1978-1987
- Barragem, 1980
- Pas sages, 1980
- Noitiario, 1984
- Vestìgios, dal 1987
- Tempo, dal 1990
- Nostos/il ritorno, 1992-1995
- Nostalgia del passagem, dal 1994
- Camera scripta camera picta, dal 1995